# 約翰遜鎮區 (密蘇里州里普利縣)
約翰遜鎮區（英語：Johnson Township）是位於美國密蘇里州里普利縣的一個行政鎮區。

## 地方資料
約翰遜鎮區的面積為158.00平方千米，當中陸地面積為157.95平方千米，而水域面積為0.05平方千米。根據2020年美國人口普查的數據，當地共有人口383人，而人口密度為每平方千米2.42人。